# Siddhi
Siddhi (devanāgarī: सिद्धि) est un terme sanskrit qui signifie « accomplissement », « perfection » ou encore « succès », en tibétain ngödrup (tibétain : དངོས་གྲུབ, Wylie : dngos grub). Dans le yoga, celui-ci désigne un pouvoir surnaturel. 
Traditionnellement, la littérature yogique indienne mentionne que le yogi ou le siddha obtiendrait des siddhi soit par concentration et contemplation, combinant dhāraṇā, dhyāna, et samādhi (saṃyama) ou soit spontanément à mesure que la Kuṇḍalinī, en montant le long de la colonne vertébrale, activerait certains chakra. On recense ainsi 35 siddhis répartis en huit siddhis majeurs ou canoniques (aṣṭasiddhi), neuf médians et dix-huit mineurs.

## Siddhi dans l'hindouisme

### Yoga de Patañjali
Dans les commentaires de Vyāsa (Yogasūtrabhāṣya ou Yogabhāṣya) du chapitre Vibhūti pāda des Yoga Sūtra de Patañjali sont mentionnés et expliqués huit siddhis majeurs qui sont :
- aṇimā : revêtir une forme infime ou réduire le corps en atomes des plus ténus ;
- laghimā : devenir aussi léger qu’une plume ;
- mahimā : devenir immense ;
- prāpti : supraperception et capacité d'obtenir ce que l'on veut ;
- prākāmya : accomplir toute chose ;
- vaśitva : volonté irrésistible ;
- īśitva : suprématie divine ;
- kāmāvasāyitā[5] : le pouvoir de subjuguer ses passions.

En outre, les Yogasūtra mentionnent les six siddhi secondaires suivants,  :
- prātibha : clairvoyance[8] ;
- śrāvaṇa : capacité d'entendre les sons divins ;
- vedana : capacité de ressentir les attouchements divins ;
- ādarśa : capacité de percevoir les formes divines ;
- āsvāda : capacité de goûter la divine saveur ;
- vārttā : capacité de sentir le divin parfum.

Dans la quatrième chapitre intitulé « Kaivalya pāda » des Yogasūtra, Patañjali donne cinq sortes d'origine aux siddhis, :
- janma : de naissance ;
- auṣadhi : par les plantes ;
- mantra : par les mantras ;
- tapas : par le tapas (l'ascèse) ;
- samādhi  : par le samādhi.

Selon le Yoga-sûtra de Patanjali, les siddhi sont toutes issues d'un quelconque effort ascétique (les siddhi ne viennent pas par hasard), mais éloignent du but premier du yoga, qui est d'atteindre le nirvâna, en piégeant le yogin dans la condition de magicien, de chamane, au lieu de le délivrer : « 3.38. Ces pouvoirs sont des obstacles au samâdhi quand ils s'extériorisent. » (Yoga-sûtra de Patanjali)

### Siddhi et shivaïsme

#### Neuf Siddhi médians
- kaamaroopa : changer de forme ;
- manojava : se rendre présent à n’importe quel endroit (ubiquité) ;

## Siddhi dans le bouddhisme
Les iddhi (du pali ijjhati, sanskrit: riddhi, rattaché à la racine ardh-, prospérer) sont des pouvoirs psychiques supranormaux qui peuvent résulter du samādhi.
Le canon pali,cite les pouvoirs suivants : la projection de l'esprit en de multiples images de soi-même ; l'invisibilité ; le pouvoir de traverser les obstacles solides (murs, montagnes) ; le pouvoir de pénétrer la terre comme si c'était de l'eau ; le pouvoir de marcher sur l'eau ; le pouvoir de voler dans les airs ; le pouvoir de "toucher le soleil et la lune" ; le pouvoir de maîtriser son corps "jusqu'au monde de Brahma".
Les siddhi font partie des six abhiñña (connaissances supranormales), les cinq autres étant l'ouïe divine, la pénétration de l'esprit d'autrui, le souvenir des existences passées, l’œil divin et l'extinction des purulences du citta (asavakkhaya) qui, elle, est le seul pouvoir supramondain (lokuttara). Tous les autres pouvoirs sont considérés comme dangereux et ne témoignant même pas d'une réalisation métaphysique quelconque (un certain nombre de iddhi, les "puthujja-nika-iddhi", sont accessibles sans aucun degré d'éveil, Devadatta en aurait été un exemple) ; par ailleurs le Vinaya considère leur exhibition par des moines comme une faute (dukkata).

## Siddhi comme obstacles ou comme perfections
Des commentateurs des Yoga Sūtra attribués à Patañjali expliquent que ces siddhi ne doivent pas être recherchés pour eux-mêmes, car ils pourraient créer un attachement et empêcher kaivalya, la délivrance. On trouve dans le Yoga-tattva Upanishad l’avertissement suivant : « Le yogin qui pratique constamment le yoga obtient le pouvoir de lévitation. Le sage yogin doit alors penser que ces pouvoirs sont de grands obstacles à l’obtention du yoga, et il ne doit jamais y prendre plaisir. Le roi des yogins ne doit jamais faire usage de ses pouvoirs devant qui que ce soit. Il doit vivre dans le monde comme un sot, un idiot, un sourd, afin de garder cachés ses pouvoirs. »
Selon certains commentateurs des Yoga Sūtra, les siddhi sont les perfections de l'état d'éveil spirituel (vyutthāna) mais représentent des obstacles pour l'état de Samādhi, et ne leur accordent aucune importance pour atteindre la libération. Ceux-ci attirent l'attention non seulement sur le danger d'exhiber les siddhi, mais sur le risque qu'ils représentent pour celui qui les possède.

## Commentaires de maîtres spirituels indiens sur les siddhi
Plusieurs gurus notables de l'Inde ont abordé le thème des siddhi ou raconté les prouesses des siddha (ceux qui maîtrisent les siddhi) :
Swami Vivekananda†, disciple le plus connu de Rāmakrishna, et l'un des premiers à se rendre en Occident, commente les Yoga Sūtra : « Il existe certains mots sacrés appelés mantra, qui, répétés dans des conditions appropriées, ont la capacité de procurer ces pouvoirs extraordinaires. Nous vivons entourés de tant de miracles, jour et nuit, sans que nous y pensions. Il n'y a pas de limite au pouvoir de l'homme, au pouvoir des mots et au pouvoir de l'esprit ».
Swami Shivananda†, un des enseignants du yoga les plus connus dans les années 50, commente : « La plupart des 8 siddhi principaux ne sont pas accessibles à l'époque actuelle, le Kali Yuga, car le corps et l'esprit de la grande majorité des individus ne sont pas prêts à cela. Cependant, il existe, même de nos jours, des Siddha qui ont le pouvoir d'accomplir certains siddhi. Lorsque les gens les approchent pour leur demander d'accomplir ceci ou cela, ils se cachent ou disent, généralement : " Je ne sais pas ". Ils ne sont pas très spécifiques à propos de ces siddhi. Leur but est de les ignorer comme irréels et d'aspirer à atteindre le plus haut. Ils sont les seuls vrais yogis. Beaucoup sont capables d'utiliser certains pouvoirs et ne savent pas comment ils sont en mesure de le faire ».
À propos des êtres qui auraient la maîtrise des siddhi, Ramana Maharshi† déclarait : « La gloire des Siddha dépasse toute imagination. Ils sont les égaux de Shiva. En vérité, ils sont les formes mêmes de Shiva. Ils ont le pouvoir d'exaucer toute prière » .
Questionné à propos du premier verset de Vibhūti pāda des Yoga Sūtra, Swami Muktananda†, fondateur du Siddha Yoga explique : « Les siddhi que l'on possède à la naissance sont le résultat d'efforts fournis dans une vie antérieure. Les Siddha naissent aussi parfois dotés de tous les pouvoirs. Mon Baba, par exemple était un Siddha-né [...] Il existe aussi un siddhi qui s'obtient par la répétition d'un mantra [...] Lorsque l'on répète le mantra comme il le convient, il descend de la langue à la gorge, de la gorge au cœur et du cœur au nombril. À ce moment les pouvoirs sont libérés. Il y a aussi des siddhi que l'on obtient grâce aux plantes, mais ils sont ordinaires, ils ne durent pas. Les siddhi obtenus par la pratique d'austérités ont beaucoup plus de valeur. La cinquième source de siddhi, c'est l'éveil de la Kundalinî par la grâce du Guru. Quand la Kundalinî s'élève pour rencontrer Shiva dans le sahasrar, un très grand siddhi se développe alors ».
En 1977, Maharishi Mahesh Yogi†, parfois qualifié de « Guru des Beatles », donne son interprétation des siddhis à partir desquels il a conçu le programme de (MT-Sidhi) qu'il commence à enseigner : « La pratique des siddhi, qui à l'époque où l'ignorance prévalait, furent qualifiés de pouvoirs surhumains, n'est pas quelque chose de surhumain. Tout cela fait partie de l'éventail normal des capacités humaines - gérer l'ensemble de la vie cosmique est à la portée de la nature véritable de chacun, car il s'agit de la même nature. Le jardinier, en s'occupant de la sève, s'occupe, non seulement, du rose de la fleur, mais également du vert des feuilles, de la tige et de toutes les parties de la fleur. C'est donc en agissant sur notre propre nature que nous agissons sur la nature de toute chose, sur la nature toute-puissante. La mise en œuvre des siddhi nous a procuré une philosophie très pratique. La sagesse constitue un pouvoir bien plus puissant que les pouvoirs développés par les siddhi. Le domaine le plus puissant est celui de la connaissance pure et non pas celui de l'action. Telle est la philosophie que nous apportons au monde aujourd'hui. L'homme connaît le succès non pas en fonction de ce qu'il fait mais en fonction de ce qu'il est ».

## Siddhi et science
Dean Radin classe les siddhi en trois catégories. D'abord, ceux qui relèvent du contrôle psychosomatique (observable chez les fakirs, par exemple). Puis, ceux qui peuvent être classés dans la clairvoyance ou encore dans les perceptions extrasensorielles. Enfin, les siddhi qui peuvent être regroupés dans la catégorie liée à la psychokinèse.
Pour le neuroscientifique Mario Beauregard, les théories matérialistes ne sont pas en mesure de résoudre le problème de l'esprit et du cerveau. La recherche sur les PES et la psychokinèse peuvent faire évoluer les choses quant à savoir ou s'arrête le cerveau et où commence la conscience.